# Austin Opera
La Austin Opera, precedentemente nota come Austin Lyric Opera, è una compagnia d'opera con sede ad Austin, in Texas. La compagnia è stata fondata nel 1986. Tra le figure chiave figurano Annie Burridge, direttore generale e Timothy Myers, consulente artistico.

## Storia
Nel gennaio 2007 mise in scena la prima nordamericana dell'opera Waiting for the Barbarians di Philip Glass.